# Antoni Alster

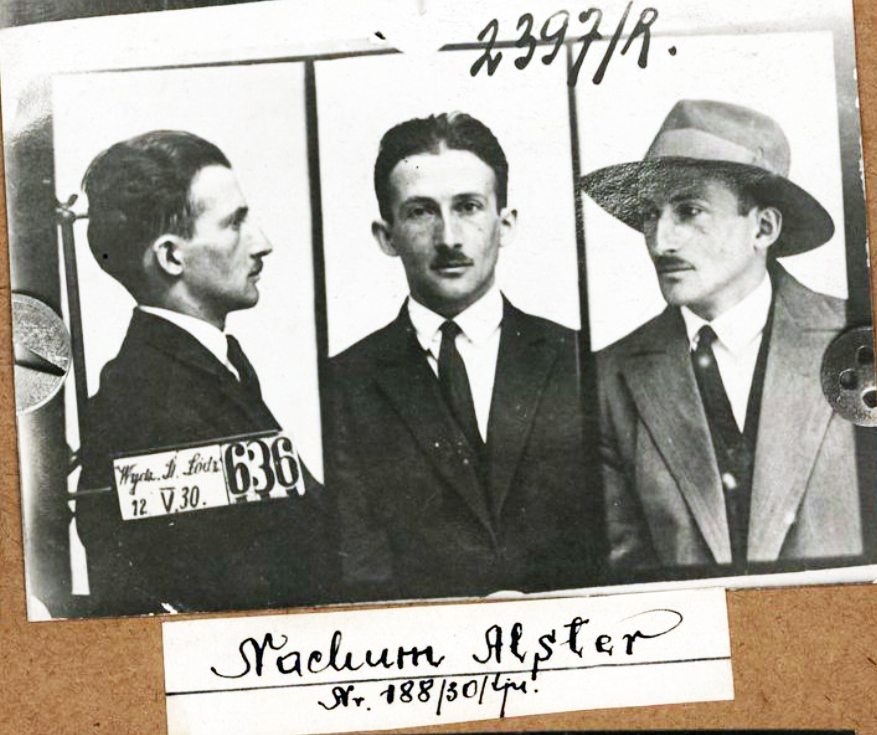
Antoni (Nachuim) Alster po aresztowaniu przez Policję Państwową za działalność komunistyczną 1930

Antoni Alster, ps. „Antek, Hans, Komar, Sierpień, Sterowski, Tracz, Wit” (ur. 4 lutego 1903 w Rzeszowie jako Nachuim Alster, zm. 29 września 1968 w Warszawie) – polski działacz komunistyczny, członek KPP, PPR oraz PZPR, oficer polityczny w Armii Polskiej w ZSRR, funkcjonariusz peerelowskich organów bezpieczeństwa, kierownik Wydziału Organizacyjnego KC PZPR, wiceminister spraw wewnętrznych, wiceminister gospodarki komunalnej, poseł do KRN, na Sejm Ustawodawczy oraz na Sejm PRL I kadencji.

## Życiorys

### Okres międzywojenny

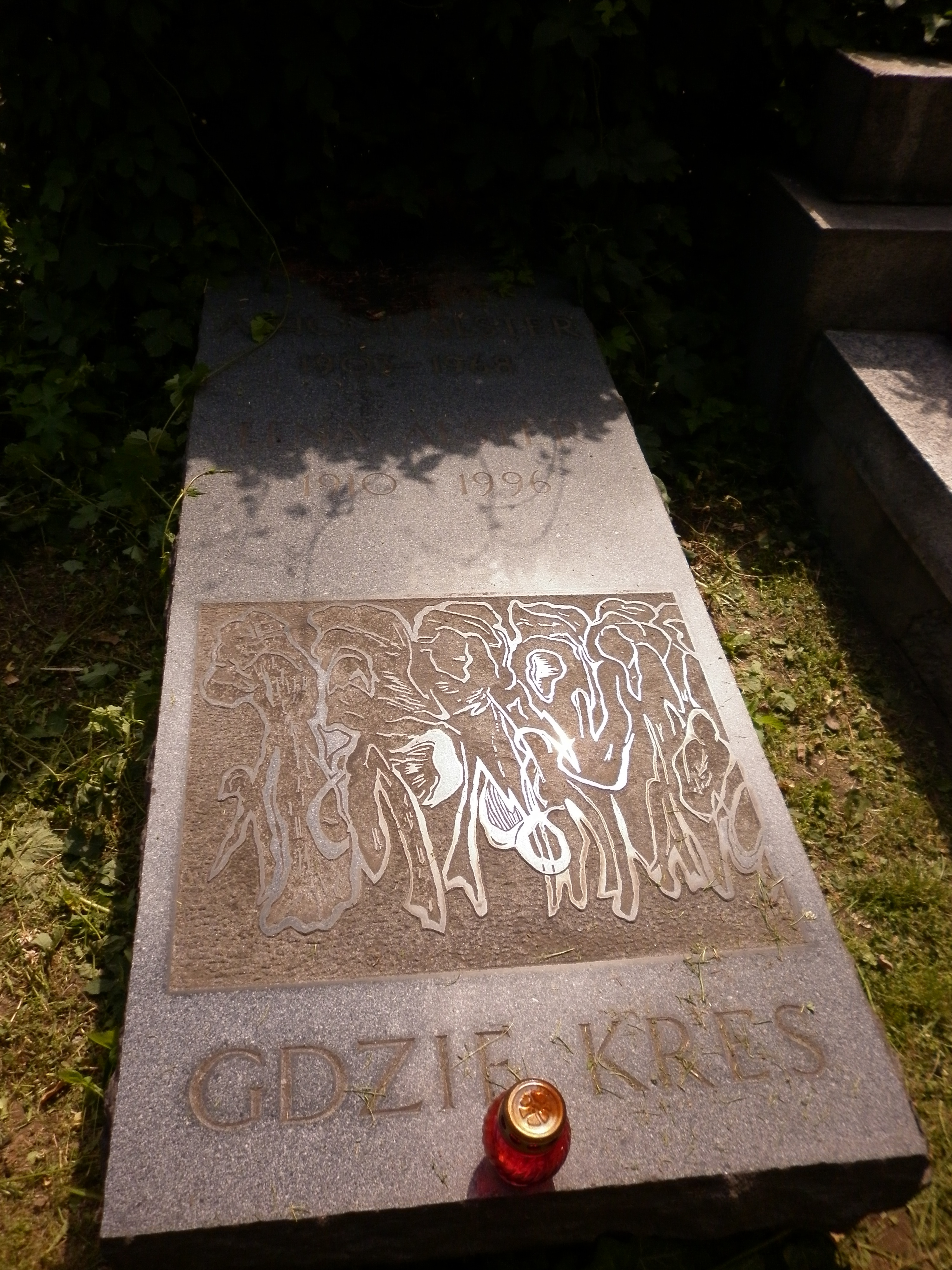
Grób Antoniego Alstera na Cmentarzu Wojskowym na Powązkach

Urodził się w Rzeszowie w rodzinie żydowskiej, jako syn Mojżesza Alstera, kupca, a wcześniej właściciela fabryki czekolady i Elki Dwojry z domu Finder. Po nauce rysunku i grafiki w szkole wieczorowej w Krakowie, od 1923 pracował w firmach prywatnych jako kreślarz-rysownik. Brał udział w wypadkach krakowskich 6 listopada tego roku. Następnie wyjechał do Sierszy Wodnej, gdzie pracował w kopalni węgla kamiennego „Wanda” jako palacz. Nawiązał kontakt z komórką KPP w kopalni. W lutym 1924 został aresztowany za rozpowszechnianie literatury komunistycznej i przez 7 miesięcy więziony w Krakowie.
Po zwolnieniu powrócił do Rzeszowa, gdzie pracował jako uczeń drukarski. Wstąpił wtedy do Komunistycznej Partii Polski. Został sekretarzem Komitetu Miejskiego tej partii w Rzeszowie. Następnie do rozwiązania tej partii przez Międzynarodówkę Komunistyczną w 1938 pełnił w niej szereg odpowiedzialnych funkcji i był między innymi sekretarzem Komitetów Okręgowych KPP w Krakowie (1925), Płocku (1928), ponownie w Krakowie (1929), Łodzi (1930), Warszawie (1931). Działał w Zagłębiu Dąbrowskim i na Górnym Śląsku. Jako delegat Górnego Śląska brał udział w VI Zjeździe KPP w 1932 w Mohylewie na Białorusi. Był zwolennikiem grupy „mniejszości” w KPP. Za działalność „wywrotową” był wielokrotnie więziony. Po kolejnym pobycie w więzieniu został skierowany do pracy w Komunistycznej Partii Zachodniej Ukrainy. Po krótkim pobycie w Pradze działał we Lwowie. Współorganizował demonstrację bezrobotnych we Lwowie w kwietniu 1936. W czerwcu tego samego roku został aresztowany i po dwuletnim śledztwie skazany na 9 lat więzienia. Karę odbywał w więzieniu we Lwowie, a następnie w Tarnowie, gdzie zastał go wybuch II wojny światowej.

### II wojna światowa
Po agresji III Rzeszy na Polskę uwolniony, przedostał się do Lwowa i Tarnopola. Po agresji ZSRR na Polskę pozostał na terenie okupacji sowieckiej. Pracował w fabryce i działał w związkach zawodowych. Na początku 1941 został dyrektorem drukarni we Lwowie. Po ataku III Rzeszy na ZSRR ewakuowany na Kaukaz, skąd został skierowany do szkoły Międzynarodowej Szkoły Leninowskiej w Kusznarenkowie (Baszkiria). Uczył się w Szkole im. Lenina przy Międzynarodówce Komunistycznej w Moskwie. Był oficerem oświatowym, później politycznym w 1. Korpusie Polskich Sił Zbrojnych w ZSRR. Od sierpnia 1943 był zastępcą szefa wydziału oświatowego 2. Dywizji Piechoty, a od listopada tego roku szefem wydziału polityczno-wychowawczego. W maju 1944 został szefem polityczno-wychowawczym Polskiego Sztabu Partyzanckiego, utworzonego na wniosek tajnego Centralnego Biura Komunistów Polski przy Komitecie Centralnym WKP (b). Po zajęciu części ziem polskich przez wojska sowieckie, przeniósł się wraz ze Sztabem do Lublina. W sierpniu 1944 został kierownikiem Wydziału Wojskowego PPR.

### Okres powojenny
W styczniu 1945 stanął na czele Pomorskiej Grupy Operacyjnej Polskiej Partii Robotniczej, której zlecono organizację struktur „władzy ludowej” w województwie pomorskim. 20 lutego tego samego roku na radzie aktywu społeczno-politycznego w Bydgoszczy wybrano tymczasowy Komitet Wojewódzki PPR i wyznaczono go na funkcję I sekretarza. W rzeczywistości stanowisko to pełnił Stanisław Kuryluk, desygnowany przez Komitet Centralny partii. Stanowisko I sekretarza Pomorskiego KW objął 23 czerwca 1945 po odwołaniu Kuryluka przez KC PPR. Równocześnie był pełnomocnikiem Rządu Tymczasowego RP przy Dowództwie 2. Frontu Białoruskiego. Wiosną tego roku działał też na terenie wyzwolonego Gdańska.
W marcu 1945 został delegowany przez PPR i Komisję Porozumiewawczą Stronnictw Politycznych do pomorskiej Wojewódzkiej Rady Narodowej w Bydgoszczy. Aktywnie pracował w niej od marca 1945 do maja 1947. Często zabierał głos w sprawach istotnych dla Pomorza. Ze szczególną uwagą traktował sprawę odbudowy gospodarczej po zniszczeniach i stratach wojennych, a także zagadnienie reformy rolnej. Opowiadał się za szybkim „odniemczeniem” ziem pomorskich. Od lipca 1945 do stycznia 1947 był posłem do Krajowej Rady Narodowej.
30 czerwca 1945 wszedł w skład Komisji Oświatowej w Bydgoszczy. Był delegatem na I Zjazd PPR w grudniu 1945, gdzie został wybrany na zastępcę członka KC. 6 maja 1946 został ponownie wybrany na stanowisko I sekretarza KW PPR w Bydgoszczy i pozostał na tym stanowisko do maja 1947.
Popierał tzw. grupę jednolitofrontową w pomorskiej organizacji Polskiej Partii Socjalistycznej, dążącą do rychłego połączenia z Polską Partią Robotniczą. Występował przeciwko działaczom PPS opowiadającym się za samodzielnością partii. Zwalczał kierownictwo Polskiego Stronnictwa Ludowego na Pomorzu. Od maja tego samego roku był zastępcą kierownika Wydziału Organizacyjnego KC PPR, następnie KC PZPR, a w latach 1952–1954 kierownikiem tego Wydziału. Od września 1948 wchodził w skład Sekretariatu KC PPR, a 3 czerwca 1948 został powołany przez plenum KC PPR na członka Biura Organizacyjnego Komitetu Centralnego. Na Kongresie Zjednoczeniowym PPR i PPS w grudniu 1948 został wybrany na członka KC PZPR. W skład KC wchodził do IV Zjazdu PZPR w 1964.
Od stycznia 1947, po sfałszowanych wyborach, poseł PPR na Sejm Ustawodawczy (pełnił mandat od 4 lutego 1947 do 4 sierpnia 1952) z okręgu nr 25 w Bydgoszczy. Następnie był posłem na Sejm PRL I kadencji (1952–1956). W latach 1954–1956 był I zastępcą (Władysława Dworakowskiego, następnie Edmunda Pszczółkowskiego) przewodniczącego Komitetu do Spraw Bezpieczeństwa Publicznego przy Radzie Ministrów.
W grudniu 1956 był podsekretarzem stanu (wiceministrem) w Ministerstwie Spraw Wewnętrznych. Powierzono mu pieczę i nadzór nad Departamentem III (działalność antypaństwowa w kraju), Biurem Ewidencji Operacyjnej, komórką analiz. Był odpowiedzialny z ramienia kierownictwa MSW za sprawy Kościoła.
Był członkiem frakcji puławian w PZPR. Rywalizując z Mieczysławem Moczarem o pierwszeństwo w resorcie, przegrał walkę i musiał odejść z MSW (4 maja 1962). W latach 1962–1967 był wiceministrem gospodarki komunalnej. W 1968 przeszedł na rentę. Zmarł 29 września tego samego roku w Warszawie. 
Był żonaty z Leokadią z d. Bilską (1910-1996). Pochowany na Cmentarzu Wojskowym na Powązkach (kwatera 32A-3-6).

### Działalność pozapolityczna
Antoni Alster był utalentowanym grafikiem. Posługiwał się przeważnie techniką drzeworytniczą, tworzył także linoryty, suchą igłę i termografię. Pasjonowała go praca ludzka (drzeworyty: W celi, Przy łopacie). W 1926 jego prace zostały przyjęte na wystawę jesienną w warszawskiej Zachęcie. Potem nastąpiła 40-letnia przerwa w twórczości. Do grafiki powrócił w 1962. Pozostał wierny dawnej tematyce pracy ludzkiej, do której doszły zagadnienia wojny i zagłady (Żołnierz, Zamknięci w synagodze, Nary obozowe, Po bombardowaniu) oraz wydarzenia aktualne (Wietnam, Krzyk Afryki). Drogą eksperymentów rozwinął technikę, którą nazwał termografią. Jego prace wystawiano na 9 wystawach indywidualnych i wielu zbiorowych. Grafiki jego autorstwa znajdują się m.in. w Muzeum Ziemi Kujawskiej i Dobrzyńskiej we Włocławku, Muzeum Okręgowym im. Leona Wyczółkowskiego w Bydgoszczy i Muzeum im. ks. dr. Władysława Łęgi w Grudziądzu.

## Odznaczenia
- Order Sztandaru Pracy I klasy (dwukrotnie),
- Order Krzyża Grunwaldu II klasy,
- Krzyż Komandorski z Gwiazdą Orderu Odrodzenia Polski.
- Odznaka "Budowniczego Wrocławia" (1966)[5]
- Złota odznaka Związku Zawodowego Pracowników Gospodarki Komunalnej i Przemysłu Terenowego (1966)[6]